# Подусовская улица
Подусовская улица (укр. Подусівська вулиця) — улица в Новозаводском районе города Чернигова, исторически сложившаяся местность (район) Старая Подусовка. Пролегает от Теробороны (Гагарина) до улицы Заньковецкой.
Примыкает переулок Подусовский.

## История
1-я Подусовская улица была проложена в конце 1950-х годов и застроена индивидуальными домами. 
В 1960 году 1-я Подусовская улица переименована на улица Арсенальцев — в честь работников завода «Арсенал».
19 февраля 2016 года улица получила современное название — из-за расположенности в исторически сложившаяся местности Старая Подусовка, согласно Распоряжению городского главы В. А. Атрошенко Черниговского городского совета № 54-р «Про переименование улиц города» («Про перейменування вулиць та провулків міста»). Также был переименован переулок Арсенальцев на Подусовский переулок, расположенный между улицами Подусовская и Серикова. 

## Застройка
Улица пролегает в юго-западном направлении между улицами Днепровская и Серикова. Парная и непарная стороны улицы заняты усадебной застройкой. 
Учреждения: нет